# Ohligs/Aufderhöhe/Merscheid
Der Stadtbezirk Ohligs/Aufderhöhe/Merscheid ist einer der fünf Stadtbezirke der bergischen Großstadt Solingen. Flächenmäßig hat der Stadtbezirk eine Größe von 21,86 km².

## Geografie

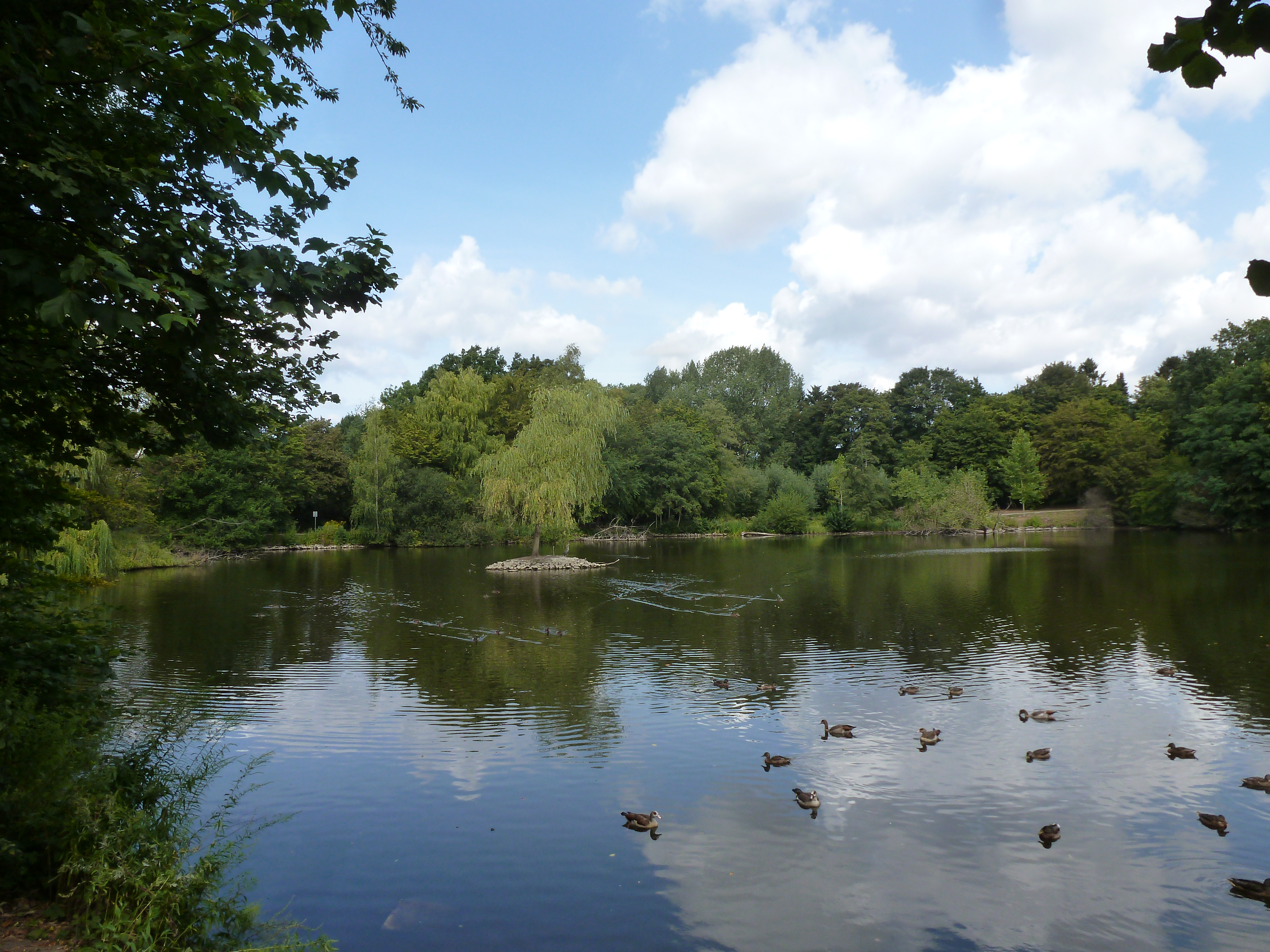
Der Stiehlsteich im Stadtbezirk Ohligs/Aufderhöhe/Merscheid

Der Stadtbezirk Ohligs/Aufderhöhe/Merscheid umfasst den östlichen Bereich des Solinger Stadtgebietes, der aus den Stadtteilen Ohligs, Aufderhöhe und Merscheid besteht. Er grenzt im Westen an die Stadtbezirke Wald, Solingen-Mitte und Burg/Höhscheid an. Im Norden grenzt er an die Nachbarstadt Haan, im Osten an Hilden und Langenfeld sowie im Süden an Leichlingen. Der Stadtbezirk verfügt über eine Fläche von 21,86 km² und macht damit metwa 25 Prozent der Gesamtfläche Solingens aus. 
Ohligs/Aufderhöhe/Merscheid liegt naturräumlich am Übergang vom Ohligser Terrassenriedel zu den Hilden-Lintorfer Sandterrassen und südlich zum Unteren Wuppertal. Prägende Wasserläufe sind die Itter, der Lochbach, der Viehbach, der Nacker Bach und die Wupper, die jeweils kleinere Bachtäler zwischen Höhenrücken ausbilden. Im Osten befindet sich mit der Ohligser Heide die größte Waldfläche im Stadtbezirk, die in Teilen bereits als Heidefläche renaturiert wurde. Größter See ist der Stiehlsteich, ein ehemaliger Ziegelteich.
Die Besiedlung im Stadtbezirk konzentriert sich im Stadtteilzentrum von Ohligs sowie im Norden und Süden vor allem entlang der Höhenrückenstraßen. Die Besiedlung in Aufderhöhe ist seit den 1960er Jahren durch Neubaugebiete stark gewachsen. Außerhalb der geschlossenen städtischen Bebauung ist der Stadtbezirk vereinzelt noch weilerartig durch Hofschaften besiedelt, die über Jahrhunderte die traditionelle Siedlungsform des Bergischen Landes darstellten.

## Demografie
Die Einwohnerzahl von Ohligs/Aufderhöhe/Merscheid betrug am 31. Dezember 2023 43.583. Die Bevölkerungsdichte lag 2023 bei 2001 Einwohnern pro km², was nahezu dem Durchschnitt der gesamten Stadt Solingen entspricht. Das Durchschnittsalter der Bevölkerung lag bei 45,1, was ebenfalls etwa dem Solinger Durchschnitt entspricht.
Der Anteil der Bevölkerung mit Migrationshintergrund lag 2023 bei 33,5 Prozent. Die Arbeitslosenquote betrug 4,8 Prozent und lag damit nach Gräfrath am zweitniedrigsten in Solingen.

## Geschichte
Das Gebiet des heutigen Stadtbezirks Ohligs/Aufderhöhe/Merscheid setzt sich zusammen aus den ehemaligen Gemeinden Ohligs (bis 1891 Merscheid genannt, 1929 mit Solingen zusammengeschlossen) und Teilen der Gemeinde Höhscheid (ebenfalls 1929 mit Solingen vereinigt), denn Aufderhöhe gehörte zu Höhscheid. Die Geschichte der einzelnen Gemeinden ist in den jeweiligen Hauptartikeln dargestellt.
Der Stadtbezirk Ohligs/Aufderhöhe/Merscheid entstand 1999 aus der Fusion der beiden bis dato selbständigen Stadtbezirke Ohligs/Aufderhöhe und Merscheid.

## Politik

### Bezirksvertretung
Die Mitglieder der Bezirksvertretung werden Bezirksvertreter genannt und für einen Zeitraum von jeweils fünf Jahren (Dauer einer Legislaturperiode) gewählt. Der Vorsitzende einer Bezirksvertretung ist der Bezirksbürgermeister. Die Bezirksvertretung ist das direkt gewählte Gremium, welches das öffentliche Interesse der Bewohner eines Stadtbezirks vertritt. Sie hat die Aufgabe, die Eigenart des Bezirks und ihrer Gebietsteile zu bewahren und fortzuentwickeln sowie Wünsche und Interessen ihrer Einwohner zu erfassen und zur Geltung zu bringen.
Eine Bezirksvertretung befasst sich mit öffentlichen Angelegenheiten der örtlichen Gemeinschaft, deren Bedeutung nicht wesentlich über den Stadtbezirk hinausgeht. Einzelheiten ergeben sich aus der Gemeindeordnung NRW und der Hauptsatzung der Stadt Solingen. Die Bezirksvertretung ist für bestimmte Aufgaben des Bezirks zuständig und hat ein Anhörrecht zu allen relevanten Dingen im Stadtbezirk. So kümmert sie sich etwa um Angelegenheiten des Straßenverkehrswesens, des Schulwesens sowie um die Pflege des Ortsbildes im Bezirk und fungiert als lokale Schnittstelle zwischen dem Rat, der Stadtverwaltung und den Bürgern. Die Sitzungen der Bezirksvertretung Ohligs/Aufderhöhe/Merscheid sind in der Regel öffentlich. Die Bezirksvertretung tagt meist an der Bonner Straße 100 in Ohligs (ehemaliges Solvaygebäude). Nach Absprache mit der Bezirksbürgermeisterin können Sitzungen auch unterbrochen werden, damit Einwohner ihre Anliegen persönlich darstellen können. 

### Bezirksbürgermeisterin und Stellvertreter
- seit 2020: Gundhild Hübel (SPD) Bezirksbürgermeisterin
- seit 2020: Marc Westkämper (CDU) erster ehrenamtlicher Stellvertreter
- seit 2020: Felix Siegert (Grüne) zweiter ehrenamtlicher Stellvertreter

Die Amtszeit der Bezirksbürgermeisterin und ihrer Stellvertreter endet regulär am 31. Oktober 2025.

### Wahl 2020
Die Bezirksvertretung wurde das letzte Mal am 13. September 2020 von den wahlberechtigten Bürgern des Stadtbezirks gewählt. Die aktuelle Legislaturperiode für die Bezirksvertretung Ohligs/Aufderhöhe/Merscheid umfasst fünf Jahre und endet am 31. Oktober 2025.
| Sitzverteilung in der Bezirksvertretung Ohligs/Aufderhöhe/Merscheid 2020Insgesamt 15 Sitze - Parteilos: 1 - SPD: 4 - Grüne: 3 - BfS: 1 - CDU: 4 - FDP: 1 - AfD: 1 Bezirksvertretungswahl 2020in Prozent %403020100 30,725,322,45,24,54,33,74,0 CDUSPDGrüneFDPLinkeBfSAfDSonst.Gewinne und Verlusteim Vergleich zu 2014 %p 10 8 6 4 2 0 −2 −4 −6−4,8−1,4+8,2+0,7−0,6−2,6+3,7−3,5CDUSPDGrüneFDPLinkeBfSAfDSonst. |

SPD, Grüne und Linke kooperieren in der Bezirksvertretung zusammen und bilden eine Gestaltungsmehrheit.